# UFC on FX: Maynard vs. Guida
UFC on FX: Maynard vs. Guida  è stato un evento di arti marziali miste organizzato dalla Ultimate Fighting Championship e tenutosi il 22 giugno 2012 al casinò Revel Atlantic City di Atlantic City, Stati Uniti.

## Retroscena
Rick Story inizialmente avrebbe dovuto affrontare Rich Attonito, ma quest'ultimo s'infortunò e venne rimpiazzato prima con Papy Abedi e poi definitivamente con l'esordiente Brock Jardine.
Steven Siler doveva vedersela con Jimy Hettes, il quale diede forfait e venne sostituito con Joey Gambino.
Doveva essere Matthew Riddle l'avversario di Luis Ramos, ma Riddle s'infortunò e quindi venne scelto Matt Brown per la sfida.
Ken Stone doveva affrontare Edwin Figueroa, il quale s'infortunò e venne sostituito da Francisco Rivera; Rivera risultò a sua volta acciaccato e a due settimane dall'incontro venne chiamato in causa Dustin Pague.

## Risultati

### Card preliminare
- Incontro categoria Pesi Gallo:  Ken Stone contro  Dustin Pague

Stone sconfisse Pague per decisione divisa (28–29, 29–28, 29–28).
- Incontro categoria Pesi Welter:  Dan Miller contro  Ricardo Funch

Miller sconfisse Funch per sottomissione (strangolamento a ghigliottina) a 3:12 del terzo round.
- Incontro categoria Pesi Welter:  Matt Brown contro  Luis Ramos

Brown sconfisse Ramos per KO Tecnico (ginocchiate e pugni) a 4:20 del secondo round.
- Incontro categoria Pesi Medi:  Chris Camozzi contro  Nick Catone

Camozzi sconfisse Catone per KO Tecnico (stop medico) a 1:51 del terzo round.
- Incontro categoria Pesi Piuma:  Steven Siler contro  Joey Gambino

Siler sconfisse Gambino per sottomissione (strangolamento a ghigliottina) a 2:47 del primo round.
- Incontro categoria Pesi Welter:  Rick Story contro  Brock Jardine

Story sconfisse Jardine per decisione unanime (30–27, 30–27, 30–27).
- Incontro categoria Catchweight:  Ramsey Nijem contro  C.J. Keith

Nijem sconfisse Keith per KO Tecnico (pugni) a 2:29 del primo round.
- Incontro categoria Pesi Piuma:  Ricardo Lamas contro  Hatsu Hioki

Lamas sconfisse Hioki per decisione unanime (29-28, 29-28, 29-28).

### Card principale
- Incontro categoria Pesi Piuma:  Cub Swanson contro  Ross Pearson

Swanson sconfisse Pearson per KO Tecnico (pugni) a 4:14 del secondo round.
- Incontro categoria Pesi Welter:  Brian Ebersole contro  TJ Waldburger

Ebersole sconfisse Waldburger per decisione unanime (29-28, 29-28, 29-28).
- Incontro categoria Pesi Leggeri:  Sam Stout contro  Spencer Fisher

Stout sconfisse Fisher per decisione unanime (30–27, 30–27, 30–27).
- Incontro categoria Pesi Leggeri:  Gray Maynard contro  Clay Guida

Maynard sconfisse Guida per decisione divisa (48–47, 47–48, 48–47).

## Premi
Ai vincitori sono stati assegnati 50.000$ per i seguenti premi:
- Fight of the Night:  Sam Stout contro  Spencer Fisher
- Knockout of the Night:  Cub Swanson
- Submission of the Night:  Dan Miller